# Асоціація гонщиків Формули-1
Асоціація гонщиків Формули-1 (англ. Grand Prix Drivers' Association (GPDA)) — професійне об'єднання гонщиків Формули-1. Об'єднання було засновано у 1961 році та було активне у період 1960—1970 років. Тоді, як і сьогодні, основним завданням організації було підвищення стандартів безпеки під час змагань. Саме діяльність Асоціації гонщиків Формули-1 була причиною бойкоту траси Спа-Франкоршам у 1969 році та автодрому Нюрбургринг у 1970 та після 1976 років. Після створення асоціації у травні 1961 року її головою був обраний Стірлінг Мосс. Основним завданням організації на той час було отримання представництва у Commission Sportive Internationale de la FIA (CSI), яка на той час була головним управлінським органом у автоспорті. Ціллю організації було покращення стандартів безпеки як для учасників змагань так для глядачів. Після того, як Стірлінг Мосс покинув автоспорт у 1963 році, головою асоціації був обраний Йоаким Бонн'є.
Організація була розформована у 1982 році через зміни у комерційних умовах функціонування Формули-1 конфлікт між Асоціацією конструкторів Формули-1 та Міжнародною Автомобільною Федерацією.
Асоціація гонщиків Формули-1 була знову сформована у 1994 році на Гран-прі Монако такими гонщиками як Нікі Лауда та Герхард Бергер. Основними каталізатороми створення асоціації на той час були декілька серйозних аварій та загибель на Гран-прі Сан-Марино Роланда Ратценбергера та Айртона Сенни. Міхаель Шумахер очолив організацію у 1994 році та продовжував діяльність як голова до 2005 року. У 1996 році була сформована компанія Grand Prix Drivers Association Ltd з постійним офісом у Монако.
Участь у організації не є обов'язковим, проте всі гонщики сезону 2010 року входили до організації. Щоб увійти до організації необхідно заплатити £2,000. У 2008 році замість Ральфа Шумахера асоціацію очолив Педро де ля Роса. Нік Гайдфельд повинен був замінити де ля Росу у 2010 році. В той же час, після повернення у Формулу 1 Міхаель Шумахер відмовився від участі в асоціації, проте згодом підтвердив своє входження до організації. З 2010 до 2012 організацію очолював Рубенс Барікелло.Наразі головою організації є Александр Вюрц.
| Голова           | Роки на посаді |
| ---------------- | -------------- |
| Міхаель Шумахер  | 1994–2005      |
| Девід Култхард   | 2005–2006      |
| Ральф Шумахер    | 2006–2008      |
| Педро де ла Роса | 2008–2010      |
| Нік Гайдфельд    | 2010           |
| Рубенс Барікелло | 2010–2012      |
| Александр Вюрц   | 2012–          |